# Eugen Jesser
Eugen Jesser (* 17. März 1946 in Wien; † 11. Mai 2008 ebenda) war Präsident und Direktor der Wiener Sängerknaben.

## Leben
Eugen Jesser war in seiner Kindheit Mitglied der Wiener Sängerknaben und studierte nach der Matura Geschichtswissenschaften an der Universität Wien. 1982 schloss er sein Studium mit dem Doktorgrad ab. Jesser arbeitete ab 1970 im österreichischen Bundesministerium für Bildung, Wissenschaft und Kultur und leitete ab 1992 die Abteilung für außerschulische Jugenderziehung. 1993 erfolgte die Ernennung zum Direktor der Wiener Hofmusikkapelle, 1999 wurde er in den Vorstand der Wiener Sängerknaben gewählt. Zwischen 2001 und seinem Tod 2008 hatte Jesser die Präsidentschaft der Wiener Sängerknaben inne. In seiner Amtszeit als Präsident und Direktor der Sängerknaben erfolgte die Generalsanierung des Palais Augarten und des angeschlossenen Internatsgebäudes. Mit dem Filmarchiv Austria stritt Jesser um die Bebauung des Wiener Augartenspitzes, wobei schließlich die Entscheidung für die Wiener Sängerknaben fiel und dort die Errichtung eines Konzertsaals erfolgen soll.

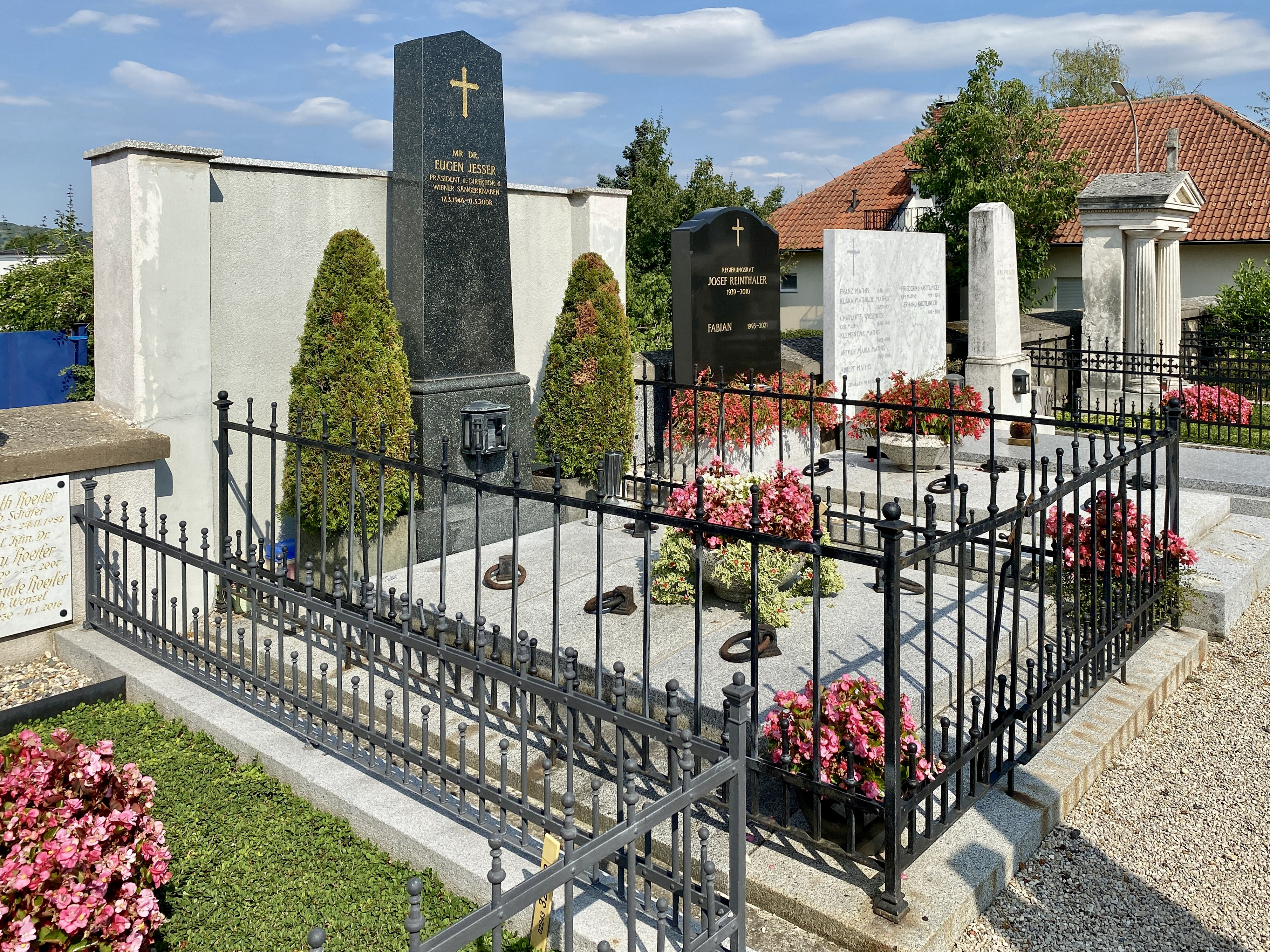
Grab von Eugen Jesser

Jesser war Träger des Großen Ehrenzeichens der Republik Österreich und der Stadt Wien sowie des Österreichischen Ehrenkreuzes für Wissenschaft und Kunst I. Klasse und Träger des Komturkreuz des Ordens des Heiligen Silvesters. Er war verheiratet und hatte zwei Kinder. Jesser starb am 11. Mai 2008 nach kurzer Krankheit an einem Krebsleiden. Er wurde auf dem Oberen Stadtfriedhof in Klosterneuburg bestattet.